# Ostend Radio
Ostende Radio (Rufzeichen: OST und OSU) ist die belgische Küstenfunkstelle. Sie ist eine der größten verbliebenen Küstenfunkstellen Europas. Ostende Radio kommt nach der Stilllegung vieler Küstenfunkstellen in den Niederlanden, Frankreich und dem Vereinigten Königreich eine wichtige Aufgabe zu.

## Geschichte
In einem Naturschutzgebiet zwischen Dünen liegt das 3,6 ha große Grundstück der Sendeanlagen bei Middelkerke in Flandern. Die 65 m hohen Sendemasten können im weiten Umkreis der Station gesichtet werden. Der „Radio Communications Services“ des belgischen Verteidigungsministeriums betreibt heute Ostend Radio.
Die Anlage wurde zunächst von „RTT“, der „Regie van Telegraaf en Telefoon“, später von „Belgacom“, der einstigen Telekommunikationsgesellschaft von Belgien betrieben. Im April 1997 ging die ganze Anlage auf „BIPT“ über, dem „Belgian Institute of Postal Services and Telecommunications“ und 2001 schließlich ans belgische Verteidigungsministerium.
Die Station Middelkerke und die Sendestation Ruiselede (Wingene) zusammen mit der Empfangsstation Oudenburg waren Bestandteil des RMD, „Radio Maritiem Diensten“. das Hauptgebäude befand sich in „Perronstraat“ in Ostende.
Nach dem Ersten Weltkrieg war die Küstenfunkstelle Ostende Radio (Rufzeichen OST) in einer Holzbaracke neben dem Wasserturm von Ostende untergebracht. Der Turm wurde als Antennenmast genutzt.
Als das Gebäude zu klein wurde, zog der Sprechfunk-Dienst in ein kleines Gebäude des nautischen Dienstes in den „Torhoutsesteenweg“, in der Nähe des Flughafens. 1930 startete Oostende Radio Versuche in Telefonie im Duplex-Verfahren.
Nach dem Zweiten Weltkrieg 1949, Middelkerke wurde die Station mit zwei zusätzlichen Mittelwellensendern ausgestattet und einem dritten Sendemast.
Heute hat Ostende Radio zwei Aufgaben: Zum einen stellt es die Sicherheit auf See sicher, da es eine konstante Überwachung der Notrufkanäle gibt. Die zweite Aufgabe ist die kommerzielle Vermittlung von Kommunikation auf See, nimmt mit der verfügbaren Technik (GSM- und Satellitentelefonie) nach und nach ab. Für die militärische Nutzung bleibt die direkte Kommunikation von Bedeutung, da Satelliten in der Regel hoheitliche Vermittlungstechnik sind.